# 대곡항 (거제시)
대곡항은 경상남도 거제시 하청면 대곡리에 있는 어항이다. 2003년 2월 3일 어촌정주어항으로 지정하여 관리하고 있다. 시설관리자는 거제시장이다.

## 어항 연혁
- 칠천도(七川島)의 서북단에 위치하여 본래 한실이라 하였는데 이는 옥녀봉(玉女峯) 밑 큰 골짜기 큰 마을이라 하여 대곡(大谷)이 되었다.

## 어항 구역
- 수역: 66,800m2(거제시 하청면 대곡리 318-2번지 수역)
- 육역: 5,120m2

## 어항 시설
- 물양장, 선착장

## 주요 어종
- 도다리, 노래미, 홍합 등